# Mauro Da Dalto
Mauro Da Dalto (født 8. april 1981 i Conegliano) er en tidligere professionel italiensk landevejscykelrytter.